# XVII. sjezd KSČ
XVII. sjezd KSČ byl stranický sjezd tehdy vládnoucí Komunistické strany Československa, konaný v ČSSR v období normalizace, ve dnech 24.–28. března 1986.
Sjezd představoval výraz určité stability normalizačního režimu. Ve srovnání s předchozími sjezdy – XV. a XVI. – nevyhlásil žádné zásadní personální nebo programové změny, a to i přesto, že sovětský vůdce Michail Sergejevič Gorbačov v té době již spouštěl reformní program (perestrojka). Zásadnější změny ve vedení strany a státu nastaly až po sjezdu, v roce 1987 (Miloš Jakeš jako nový generální tajemník KSČ, Gustáv Husák pouze jako prezident ČSSR) a roku 1988 (Ladislav Adamec coby nový federální premiér místo Lubomíra Štrougala). Šlo o poslední sjezd KSČ před Sametovou revolucí.